# Oreolyce nearcha
Oreolyce nearcha är en fjärilsart som beskrevs av Hans Fruhstorfer 1917. Oreolyce nearcha ingår i släktet Oreolyce och familjen juvelvingar. Inga underarter finns listade i Catalogue of Life.